# New Franklin, Missouri
New Franklin är en stad (city) i Howard County i Missouri. Vid 2010 års folkräkning hade New Franklin 1 089 invånare.